# Jean-Paul Montagnier
 (mars 2023).
Si vous disposez d'ouvrages ou d'articles de référence ou si vous connaissez des sites web de qualité traitant du thème abordé ici, merci de compléter l'article en donnant les références utiles à sa vérifiabilité et en les liant à la section « Notes et références ».
Pour les articles homonymes, voir Montagnier.
Jean-Paul Claude Montagnier est un musicologue et universitaire français, né le 28 septembre 1965. Il est spécialiste de la musique française du XVIIIe siècle.

## Biographie
Jean-Paul Montagnier appartient à une famille de notaires de Pélissanne (Bouches-du-Rhône) anoblie en 1702. Il est le petit-fils de l'écrivain Georges Montagnier (1892-1967) dont il a publié en 2011 les œuvres complètes. L'autre branche de sa famille réside depuis le XIIIe siècle dans la commune de Saint-Maurice-Crillat (Jura).
Après des études complètes au Conservatoire de Lyon, il entre au Conservatoire national supérieur de musique de Paris, où il obtient deux premiers prix, en analyse (classe de Claude Ballif 1988) et en histoire de la musique (classe d'Yves Gérard et de Bernard Gagnepain, 1989). Agrégé de l'Université en 1988, il devient en 1994 Philosophiæ doctor de l'Université Duke de Durham (Caroline du Nord), à la suite de ses travaux sur la musique de Charles-Hubert Gervais sous la direction du professeur Peter Williams.
PRAG (1992-1996), puis maître de conférences (1996-2000), Jean-Paul Montagnier est, depuis le 1er octobre 2000, professeur des universités à l'université Nancy 2 (dorénavant Université de Lorraine). Il fut professeur adjoint ("Adjunct Professor") à l'Université McGill de Montréal (2007-2017). Il fut encore secrétaire du programme de recherche "Musical Life in Europe, 1600-1900: Circulation, Institutions, Representation" porté par l'European Science Foundation (1998-2002), membre du comité de rédaction de Eighteenth-Century Music publié par Cambridge University Press (2002-2013), secrétaire de rédaction (1994-2004) puis rédacteur en chef (2004) de la Revue de musicologie et membre de la commission Musica Gallica (soutenue par le Ministère de la Culture et de la Communication; 2000-2017). Il est actuellement membre du comité scientifique de l'édition des Œuvres Complètes de Jean-Baptiste Lully (publiées par la maison Olms), membre du comité de rédaction de la Revue belge de musicologie, chercheur au Centre de Recherche Universitaire Lorrain d'Histoire (CRULH, EA 3945, Université de Lorraine) et chercheur associé à l'Institut de Recherche en Musicologie (IReMus, UMR 8223 du CNRS). Il a été nommé "Robert M. Trotter Visiting Distinguished Professor" à la School of Music and Dance de l'Université de l'Oregon pour l'année académique 2018-2019.
Spécialisé dans la musique religieuse française des  XVIIe et XVIIIe siècles, Jean-Paul Montagnier est régulièrement invité à prononcer des conférences et à enseigner dans les universités nord-américaines. Il a fondé en 1993, et dirige depuis lors, l'Ensemble vocal de la Chartreuse de Bonlieu (Jura).

## Distinctions
En septembre 2012, il a été promu Officier dans l'ordre des Arts et des Lettres, après y avoir été nommé Chevalier en  janvier 2007. En juin 2021, il a été reçu Chevalier dans l'ordre national du mérite.

### Ouvrages
- La vie et l’œuvre de Louis-Claude Daquin (1694-1772). Lyon : Aléas Éditeur, 1992.  (ISBN 2-908016-18-4).
- Un mécène-musicien : Philippe d’Orléans, Régent (1674-1723). Paris : Éditions Auguste Zurfluh, 1996.  (ISBN 2-87750-076-4).
- Charles-Hubert Gervais : un musicien au service du Régent et de Louis XV. Paris : CNRS Éditions, 2001.  (ISBN 2-271-05879-1).
- Henry Madin (1698-1748) : un musicien Lorrain au service de Louis XV, préface de Davitt Moroney. Langres : Éditions Dominique Guéniot, 2008.  (ISBN 978-2-87825-412-9).
- The Polyphonic Mass in France, 1600-1780. The Evidence of the Printed Choirbooks. Cambridge : Cambridge University Press, 2017.  (ISBN 978-1-107-17774-1).
- Catalogue des œuvres de Jules-Marie Laure Maugüé (Nancy, 1869–Paris, 1953) et autres documents sur sa vie et son œuvre. Nancy : Chez l'Auteur, 2019.  (ISBN 978-2-9545458-1-3).
- Julie Reisserová (1888-1938): Czech Composer and Feminist. Cambridge: Cambridge University Press, 2025,  (ISBN 978-1-009-51736-2).

### Editions scientifiques
- Henry Madin, Louis-Joseph Marchand : traités de contrepoint simple ou de chant sur le livre, textes présentés par J.-P. M. Paris : Société française de musicologie, 2004.  (ISBN 2-85357-014-2).
- Nicolas Bernier : Principes de composition, fac-similé du manuscrit Rés. Vmb ms. 2 de la Bibliothèque nationale de France, présenté par J.-P.-M. Langres : Éditions Dominique Guéniot, 2009.  (ISBN 978-2-87825-449-5).
- Georges Montagnier, Œuvres complètes, réunies et présentées par J.-P. M., Nancy. Langres : J.-P. M. et Ph. M., 2011.  (ISBN 978-2-87825-494-5).
- Georges Montagnier (1892-1967). Un écrivain lyonnais de l'entre-deux-guerres, sous la direction de J.-P. M. Nancy : J.-P. M. et Ph. M., 2013.  (ISBN 978-2-9545458-0-6).

### Sélection d'articles
- "The Problems of ‘Reduced Scores’ and Performing Forces at the Chapelle Royale of Versailles during the Tenure of Henry Madin (1738-1748)", The Journal of Musicological Research, n° 18, 1998, p. 63-93.
- "Charles-Hubert Gervais’s Psiché burlesque and the Birth of the Comic Cantate française", The Journal of Musicology, n° 17/4, 1999, p. 520-545.
- "Heavenly Dissonances: the Cadential 6/4 Chord in French Grands Motets and Rameau's Theory of the Accord par supposition," Journal of Music Theory, 47/2 (2003), p. 305-323.
- "Chanter Dieu en la Chapelle Royale: le grand motet et ses supports littéraires", Revue de musicologie, n° 86, 2000, p. 220-263.
- "La messe polyphonique imprimée en France au XVIIIe siècle: survivance et décadence d’une tradition séculaire", Acta musicologica, n° 77, 2005, p. 47-69.
- "Catholic Church Music in France", in The Cambridge History of Eighteenth-Century Music, ed. Simon Keefe, Cambridge, Cambridge University Press, 2009, p. 113-126.
- "'Plain-chant dégeneré' et fleuretis: quelle musique pour quelle prière?," Acta musicologica, n° 83, 2011, p. 223-243.
- "Französische Sonderformen, 1600 bis ca. 1730," et "Französische Sonderformen, ca. 1730 bis 1800," in Enzyklopädie der Kirchenmusik, ed. Wolfgang Bretschneider, Günther Massenkeil et Matthias Schneider. Bd. 2, Geschichte der Kirchenmusik, ed. Wolfgang Hochstein et Christoph Krummacher, Laaber, Laaber-Verlag, 2012, p. 105-109, 287-291.
- "Un motet, deux auteurs, un copiste: les Cantate Domino ChG.36 et HM.12 de Charles-Hubert Gervais et Henry Madin," Revue de musicologie, n° 97, 2011, p. 329-360.
- "France", in Mozart in Context, ed. Simon Keefe, Cambridge, Cambridge University Press, 2019, p. 114-121.
- "The War of The Austrian Succession and the Masses by Henry Madin (1741-1748)," Music & Letters, n° 100, Août t 2019, p. 391-419.
- "Autour de la Pastorale maritimo de Julie Reisserová (1888-1938)," Revue belge de musicologie, n° 74, 2020, p. 143-166.
- "Nicolas Bernier's 'Principe de composition' and the Italian Partimento Tradition," Early Music, n° 49, Février 2021, p. 87-99.
- "Julie Reisserová (1888-1938): A Czech Woman Composer of Importance," in It’s a Man’s World? Künstlerinnen in Europas Musik-Metropolen des frühen 20. Jahrhunderts. Sous la direction de Kaï Hinrich Müller et Sabine Meine, coll. "Musik – Kultur – Geschichte." Würzburg : Königshausen & Neumann GmbH, 2023, p. 157-167.

### Sélection d'éditions scientifiques d'œuvres musicales
- Charles-Hubert Gervais, Super flumina Babilonis. Éd. J.-P. C. Montagnier. “Recent  Researches in the Music of the Baroque Era” n° 84. Madison, WI : A.R. Editions, Inc., 1998.
- André Campra, Messe de mort. Éd. J.-P. C. Montagnier. Londres : Ernst Eulenburg, 2002.
- Pierre Tabart, Œuvres complètes. Éd. J.-P. C. Montagnier. Versailles : Centre de musique baroque de Versailles, 2002.
- Henry Madin, Les Messes. Éd. J.-P. C. Montagnier. Versailles : Centre de musique baroque de Versailles, 2003.
- Charles-Hubert Gervais, Miserere. Éd. J.-P. C. Montagnier. Stuttgart : Carus-Verlag, 2004.
- Claude Debussy, Prélude à l’après-midi d’un faune. Éd. J.-P. C. Montagnier. Londres : Ernst Eulenburg, 2007.
- Jean-Philippe Rameau, Les Cantates. Éd. J.-P. C. Montagnier. Rameau Opera Omnia III.1. Paris, Cassel : Société Jean-Philippe Rameau, Bärenreiter, 2008.
- Paul Dukas, L'Apprenti sorcier. Éd. J.-P. C. Montagnier. Londres : Ernst Eulenburg, 2014.
- André Campra, De profundis. Éd. J.-P. C. Montagnier. Stuttgart : Carus-Verlag, 2015.
- Jean-Baptiste Lully, Dies iræ, Benedictus, Miserere. Œuvres complètes Lully. Éd. J.-P. C. Montagnier. Hildesheim : George Olms, 2017.
- Julie Reisserová, Œuvres pour orchestre / Orchestral Works [Suita et Pastorale maritimo]. Éd. J.-P. C. Montagnier. Berlin : Ries & Erler, 2022.
- Julie Reisserová, Březen. Version pour orchestre / Orchestral Version. Éd. J.-P. C. Montagnier. Berlin : Ries & Erler, 2023.
- Julie Reisserová, Musique de chambre / Chamber Music. Éd. J.-P. C. Montagnier. Berlin : Ries & Erler, 2023.